# B10 life
 (novembre 2022).
Si vous disposez d'ouvrages ou d'articles de référence ou si vous connaissez des sites web de qualité traitant du thème abordé ici, merci de compléter l'article en donnant les références utiles à sa vérifiabilité et en les liant à la section « Notes et références ».
Pour les articles homonymes, voir B10 et Life.
Le B10 Life (ou L10 Life aux États-Unis) est le temps au bout duquel 10 % de la population constituée par un produit industriel tombe en panne.
Cette définition est utilisée dans le domaine de la fiabilité des produits industriels, une fois livrés au client et mis en service, particulièrement pour les roulements. Plus la valeur du B10 Life, ou B10, est élevée, plus le produit est fiable.